# Tăblițele de la Tărtăria

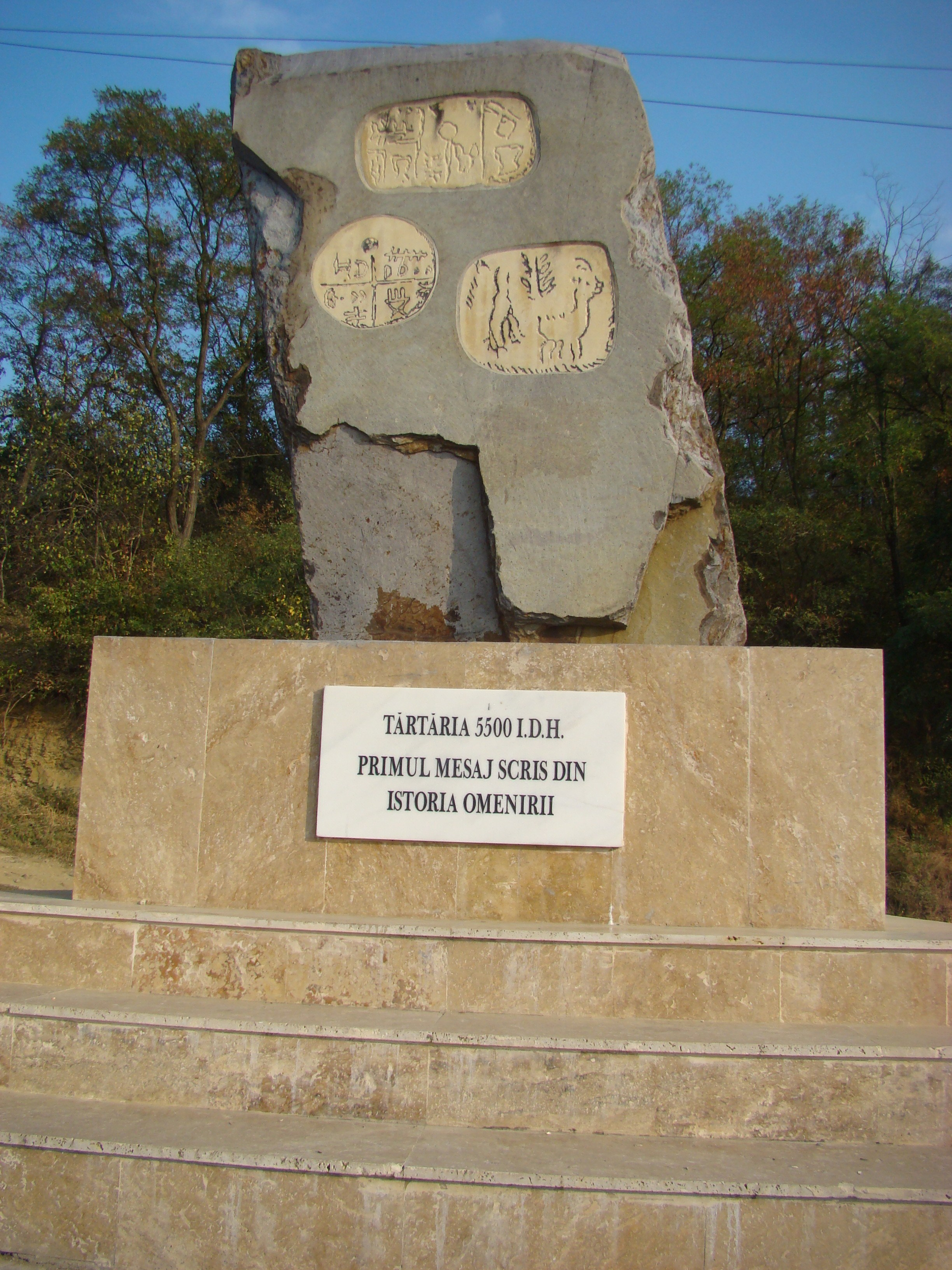
Monumentul Tăblițelor de la Tărtăria

Tăblițele de la Tărtăria sunt trei obiecte mici și străvechi de lut. În Transilvania, în localitatea Tărtăria din județul Alba, între Alba Iulia și Orăștie, echipa cercetătorului clujean Nicolae Vlassa a descoperit, în anul 1961, trei tăblițe de lut. Este cunoscut faptul că arheologul Nicolae Vlassa nu a fost prezent pe șantierul arheologic în momentul în care s-au găsit tăblițele de lut. 
Tăblițele, care au fost datate în jurul anului 5.300 î.Hr., de cercetătorul german Harald Haarmann, au simboluri similare culturii Vinča, fiind subiectul a numeroase și controversate polemici printre  arheologii de pretutindeni, întrucât (în opinia unora) tăblițele ar prezenta cea mai veche formă de scriere din lume. 
Două dintre ele sunt găurite și sunt acoperite cu semne, iar a treia folosește o modalitate de scris pur pictografică, respectiv reprezentarea stilizată a unui animal (capră), un simbol vegetal și un altul neclar. Cea de formă discoidală, cuprinde patru grupuri de semne, despărțite prin linii. Este considerată ca fiind cea mai apropiată de o scriere adevărată. O bună parte din semnele conținute pe ea se regăsesc în literele conținute în inscripțiile arhaice grecești (dar și la scrierile feniciană, etruscă, italică veche, iberică).

## Introducere
Subiectul tăblițelor de la Tărtăria are o frecvență de citare în articolele științifice și arheologie mult mai mare decât majoritatea artefactelor arheologice. Se pare totuși că frecvența nu ajunge la cotele la care sunt citate scrierile sumeriană, linear B sau linear A. Tăblițele de la Tărtăria sunt citate foarte des, atunci când subiectul discuției este începutul scrisului în lume și/sau cele mai vechi scrieri din lume. Ele sunt adeseori citate, în sensul că ar putea candida la cel mai vechi scris din lume. Aceasta se datorează pe de o parte faptului că tăblițele poartă semne, dar motivul principal este vârsta prezumată asociată acestor tăblițe (și desigur semnelor). Dacă vârsta estimată, cea de 5500 î. Hr. s-ar dovedi în final a fi reală, iar semnele se dovedesc a fi scris, atunci ele sunt cele mai vechi artefacte purtătoare de scris din lume. Celelalte candidate la cea mai veche scriere din lume și anume, scrierile egipteană, Harappa și cea sumeriană, datează toate din jurul datei de 3200-3500 î. Hr. Evident, distanța în timp între 3500 î. Hr. și 5500 î. Hr. este mare. Din păcate, există un obstacol insurmontabil în ceea ce privește determinarea vârstei (posibilitatea datării cu carbon radioactiv nu mai există datorită unui tratament termic). În ceea ce privește faptul că pe ele este sau nu un scris, speranțe există și în timp cercetătorii vor putea spune dacă este doar proto-scriere sau scris adevărat, în acest caz din urmă desigur vor trebui să spună despre ce fel de scris anume este vorba pe fiecare din ele (pictografic, ideografic, silabar etc).

## Date generale
Observând similitudini între tăblițele găsite la Tărtăria și scrierile de pe tăblițele sumeriene de la Uruk și Djemdet Nasr, cele din urmă datând de la sfârșitul mileniului al IV-lea și începutul mileniului al III-lea î.Hr., N. Vlassa a luat în considerare ipoteza conform căreia și tăblițele de la Tărtăria ar fi vestigii ale unei scrieri străvechi legate de scrierea sumeriană. Tăblițele de la Tărtăria ar fi însă mai vechi cu un mileniu decât monumentele scrierii sumeriene, fiind datate (este adevărat, prin metode indirecte; este de văzut ce se înțelege prin metode indirecte) din prima jumătate a mileniului IV î.Hr. Astfel, dacă se admite că ele reprezintă într-adevăr scrieri, Tăblițele de la Tărtăria sunt cele mai vechi scrieri din lume găsite până-n prezent. Cele 3 tăblițe de la Tărtăria au fost, totuși, datate indirect, căci din cauza conținutului prea mic de carbon și cel mai important datorită unui tratament termic de coacere în cuptor, pentru o mai bună conservare, nu mai pot fi datate niciodată cu radiocarbon. S-au făcut analize pe alte obiecte (oase) găsite împreună cu ele în groapa rituală. Aceasta este metoda numită mai sus metoda indirectă. Cu toate acestea, există voci sceptice care susțin că tăblițele sunt falsuri, „puse” în groapă de descoperitor, fapt ce nu poate fi clar infirmat, de vreme ce nu se pot lua probe din piese. Sau dacă nu sunt falsuri, au fost luate din bogata moștenire de obiecte descoperite anterior de Zsofia Torma, mii din ele aflate în nu prea mare sau clară ordine în subsolul muzeului din Cluj.

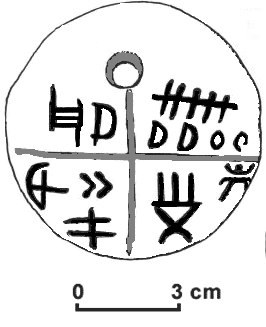
Amuletul (retușat)

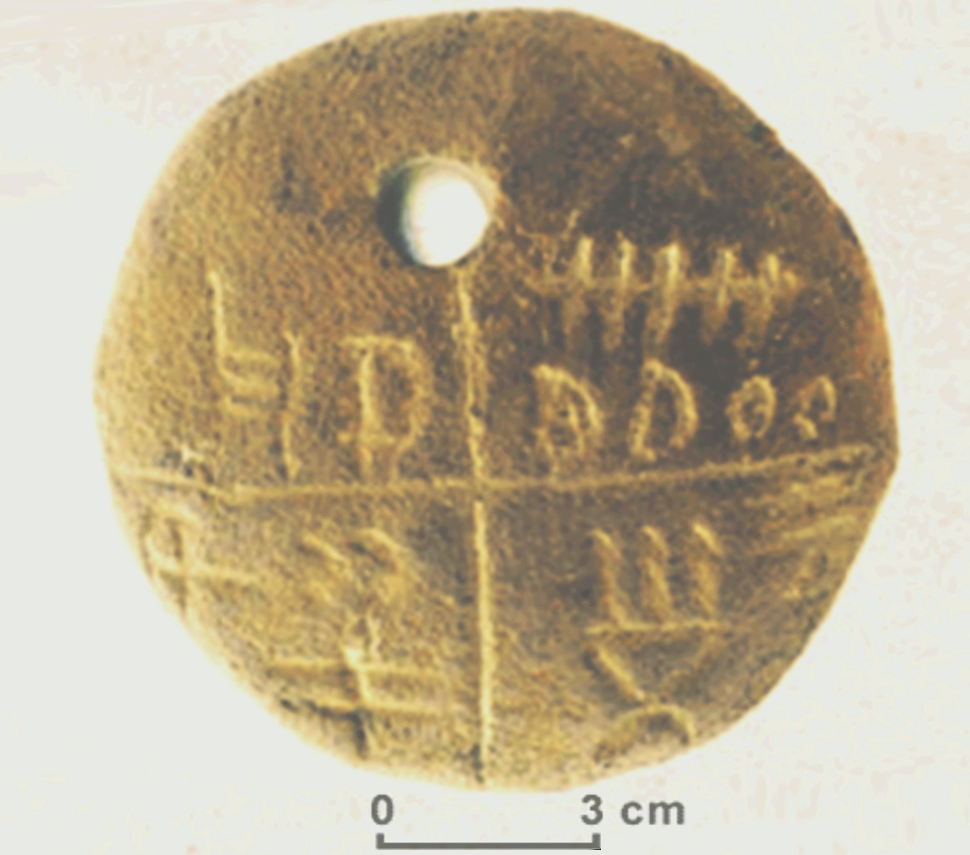
Amuletul Rotund

Tăblițe oarecum asemănătoare au fost găsite în colina de la Karanovo, din sud-estul Bulgariei, într-un nivel neolitic, însă acestea corespund mileniului III î.Hr. Tăblițele de la Karanovo sunt reprezentate de câteva sigilii de lut dintre care unul - rotund, cu diametrul de 6 cm - are gravate semne pictografice și este împărțit în patru sectoare clar delimitate, la fel ca tăblița discoidală de la Tărtăria.
Și la Gradeșnița, localitate din nord-vestul Bulgariei, s-au găsit două platouri de dimensiuni reduse; pe fundul uneia dintre ele se poate recunoaște reprezentarea schematică a unei ființe omenești sau divinități, iar cel de-al doilea relevă o decorație care ar putea fi o formă de scriere apropiată de cea de pe sigiliul de la Karanovo și de una din tăblițele de la Tărtăria.
Unii cercetători sau entuziaști, pe baza celor trei descoperiri presupus mai vechi decât scrierea sumeriană, au ridicat ipoteza că scrierea în general, apoi sub forma pictogramelor a apărut mai întâi în sud-estul Europei și nu în Mesopotamia, teorie puternic criticată în arheologia mondială. De asemenea există ipoteza că aceste piese ar fi ajuns în Transilvania datorită unor contacte economice sau de altă natură cu Orientul Apropiat deși datarea tăblițelor este mai timpurie cu un mileniu față de apariția scrisului în Orient. De asemenea există ipoteza unui contact și transmiterii din aria egeeană, existând multe elemente care îndreaptă cercetătorii în mod special spre zona insulelor Ciclade. Lăsăm la o parte faptul că aria Cicladelor este legată direct și strâns de precursorii civilizației grecești (civilizațiile pelasgilor, minoanilor, micenienilor). Prezența unor artefacte ridică un semn de întrebare: este vorba de 
- statuetele din alabastru, acest material fiind folosit în Ciclade, stilul sau maniera execuției este asemănătoare cu cea de acolo, precum și
- obiecte de podoabă, fiind vorba de scoicile Spondylus care cresc cu precădere în Marea Mediterană.

### Comparație cu Mesopotamia
Unii savanți ruși, americani, bulgari și zimbabwieni au sugerat că poporul din Sumer a emigrat spre Orient pornind din spațiul carpato-danubian, ceea ce ar putea explica diferențele surprinzătoare dintre culturile sumerienilor și ale vecinilor lor semiți.

## Critică

### Condițiile descoperirii
Nicolae Vlassa nu a fost prezent pe șantierul arheologic de la Tărtăria Gura Luncii în momentul descoperirii tăblițelor, descoperirea fiind făcută cu puțin înainte de încheierea programului de lucru. De asemenea tratamentul la care au fost supuse piesele nu este menționat în raportul preliminar de săpătură și nu există schițe și fotografii ale pieselor din care să reiasă poziția lor exactă în momentul descoperirii. Schițele relativ la poziționarea gropii ritualice nu sunt bine făcute, de fapt nu ne putem baza pe ele. De asemenea este cunoscut faptul că N. Vlassa nu a putut fi găsit ore în șir imediat după momentul descoperirii, de fapt a fost de găsit doar a doua zi. Apoi este cunoscut faptul că era reticent sau chiar refuza discuții cu colegii sau prietenii apropiați asupra amănuntelor descoperirii. A declarat un număr variabil de artefacte (mai mic) decât au fost în realitate.

### Datarea pieselor
Descoperirea tăblițelor a stârnit curiozitatea cercetătorilor pe plan mondial și s-a pus problema datării cu radiocarbon a pieselor descoperite. În anii trecuți a fost imposibilă datarea cu carbon radioactiv în primul rând datorită conținutului mic de carbon (lutul sau argila era nisipos, cu conținut mare de siliciu). Piesele au fost apoi introduse după descoperire într-un cuptor al laboratorului de restaurare din Cluj și arse, astfel că acest mod de datare nu mai poate fi efectuat. Motivul este degradarea carbonului, metoda și tehnica de datarea excluzînd obiectele supuse unui tratament termic. S-a realizat în schimb o datare a scheletului lângă care s-au descoperit tăblițele, rezultând cu aproximație anul 5300-5500 î.Hr. În fapt, în știință sub nici o formă nu se poate atribui vârsta unui obiect ca fiind aceea a altui obiect chiar acesta din urmă fiind găsit lângă sau în vecinătatea primului.

### Neconcordanțe în înregistrarea și prezentarea datelor
Articolele scrise de Nicolae Vlassa după această descoperire nu prezintă clar situația stratigrafică a tăblițelor și nu există o reproducere in situ a complexului arheologic în care au fost descoperite tăblițele. Există o singură fotografie de la o distanță mare a complexului arheologic în care nu apare nici un fel de material arheologic.

### Neconcordanțe în ceea ce privește semnele
Admițând părerea generală că au fost găsite împreună, cele trei tăblițe prezintă trei modalități de scriere diferite:
1. pictografică (tăblița dreptunghiulară fără orificiu)
2. scriere de tip anatolian (tăblița dreptunghiulară cu orificiu; v. semnele corespunzătoare literelor din alfabetele anatoliene)
3. scriere propriu-zisă; (tăblița rotundă; v. spre exemplu semnele corespunzătoare literelor din alfabetele carian sau din cele arhaice grecești) .

N-ul latin
D-ul latin
Vechea literă grecească ro

### Argumente pentru scriere adevărată
- Tăblița dreptunghiulară cu semne pictografice nu întâmpină absolut nici un obstacol pentru a transmite un mesaj în acest fel.
- Cea dreptunghiulară cu gaură, prezintă semne care pot fi găsite în majoritatea lor în alfabetele anatoliene
- Cea rotundă, exceptând trei semne cu aspect de ideograme care au o discuție separată (pot fi compuse spre exemplu din semne elementare), prezintă semne care în majoritatea lor se regăsesc în alfabetele arhaice grecești (dar nu numai). Vezi formele arhaice pentru eta, delta, ro etc.

### Imposibilitatea unei descifrări sau citiri univoce, ultimative și fără a putea fi contestată
Cele mai mari șanse pentru citire le are tăblița pictografică, (unde semnul în formă de capră reprezintă chiar capra, apoi motivul vegetal și încă un animal). Accepția generală este că un artefact purtător de scris la care nu se cunoaște nici limba și nici scrisul, are șanse zero de a putea fi descifrat. Chiar și în cazul în care se cunoaște limba dar nu se cunoaște scrisul sau invers se cunoaște scrisul dar nu se cunoaște limba, este necesar un număr minimal de tablete. Acest număr minimal este considerat de paleografi a fi de ordinul zecilor, sau chiar din păcate ar trebui să fie de ordinul sutelor. Michael Ventris și Chadwick au avut nevoie de sute de tăblițe pentru a descifra scrierea linear B. Scrierea linear A nu este nici acum descifrată deși semnele linear A prezintă similarități cu a celei linear B însă nu se cunoaște limba. Nu este cazul pentru tăblițele de la Tărtăria, unde avem doar câte una pentru fiecare fel de scris. Atenție, chiar cunoscînd accepția fonetică a semnelor, numărul de combinații din care rezultă diferite cuvinte este extrem de mare, ceea ce face imposibilă o singură opțiune de citire integrală a unei tăblițe.

## Ipoteza civilizației de pe Valea Dunării
Ideea civilizației de pe Valea Dunării și posibilitatea apariției scrierii în această zonă este susținută printre alții de Marco Merlini, Harald Haarmann, Joan Marler, Marija Gimbutas, Sorin Paliga ș.a.
Spre deosebire de scrisul cuneiform sau hieroglifele egiptene care au apărut în urma necesității de a efectua calcule agricole, scrierea din Valea Dunării avea o funcție religioasă.
Civilizația apărută pe Valea Dunării este cea mai veche civilizație din Europa (5500-3500 î.e.n.), acoperind un spațiu care se întindea din partea de nord a Greciei actuale și până în Slovacia și din România până în Croația. Civilizația corespunde în mare măsură culturii Vinča-Turdaș.
Tăblițe asemănătoare cu cele de la Tărtăria s-au descoperit în România și în punctul numit Vadu Rău, din localitatea Fărcașa (Jud. Neamț). Aici s-au descoperit o serie de obiecte neolitice, cum ar fi: fusaiole, greutăți pentru plasele de pescuit sau pentru războiul de țesut, topoare șlefuite din piatră dar și niște tăblițe din lut ars. Unele tăblițe sunt de forme rectangulare, ovale sau rotunde, care prezentă pe una din fețe diverse semne incizate: romburi franjurate, linii intersectate, alte linii mai mici așezate in rând, diverse puncte scobite etc. O parte din aceste tăblițe sunt relativ identice cu cele de la Tărtăria.
Semne similare cu cele de la Tărtăria se regăsesc pe mii de artefacte descoperite în diferite zone din Europa de sud-est, în situri arheologice ca: Parța, Tangiru, Cucuteni (România), Duruitoarea Veche (Moldova), Tripolie (Ucraina), Vinča (Serbia) etc.
Cercetătoarea americană de origine lituaniană Marija Gimbutas a formulat în anii 1950 Teoria culturii gorganelor sau Ipoteza kurgană. Marija Gimbutas a descris un model de preistorie europeană în care „Cultura Danubiană” formează miezul așa zisei Europe Vechi, o civilizație relativ avansată,  vorbind limbi preindoeuropene, care a fost invadată de triburile protoindoeuropene masate în stepa nordică a Mării Negre. Triburile protoindoeuropene erau de fapt păstori nomazi, care s-au răspândit inițial în întreaga stepă din nordul Mării Negre, din jurul Mării Caspice și parțial în Europa de Est. Gimbutas a propus trei valuri de extindere a culturii gorganelor. Primul val are un areal de extindere de la Volga inferioară în Europa de Est și duce la coexistența culturilor Kurgan I și Cucuteni-Tripolie. Migrațiile primului val se extind până în Balcani și, de-a lungul Dunării, până la culturile Vinča și Lengyel în Ungaria.